# Академический хор Нижегородского государственного лингвистического университета
Академический хор НГЛУ им. Н. А. Добролюбова (полное название: Народный коллектив России Академический хор Нижегородского государственного лингвистического университета им. Н. А. Добролюбова /англ: Academical Choir of Nizhni Novgorod State Linguistic University named after N. A. Dobrolubov / сокращенное: Хор НГЛУ / англ. Choir LUNN) — один из любительских (самодеятельных) творческих коллективов НГЛУ им. Н. А. Добролюбова.

## История
Хор НГЛУ им. Н. А. Добролюбова (Хор НГПИИЯ им. Н. А. Добролюбова) был основан в 1991 году Заслуженным работником культуры России Верой Игнатьевной Сладченко на базе Нижегородского государственного педагогического института иностранных языков им. Н. А. Добролюбова. За долгие годы существования хора большой вклад в его развитие внес Заслуженный деятель искусств РСФСР, профессор Нижегородской государственной консерватории им. М. И. Глинки — Георгий Павлович Муратов, являющийся автором переложений, специально написанных для Хора НГЛУ. С самого момента создания хора его главной отличительной особенностью стало исполнение классической, народной и современной музыки на различных языках мира, что создало неповторимый творческий облик коллектива. Одним из первых в Нижегородской области Хор НГЛУ внедряет в свое творчество и западно-европейские тенденции. Творческий коллектив активно включает в свою программу американские спиричуэлы, популярные американские и европейские песни, театрализацию, делает яркие танцевальные номера и ежегодно создает свои хоровые спектакли.
В 2001 году Хору НГЛУ было присвоено звание Народного коллектива России. С 2012 по 2016 год коллективом руководила выпускница Нижегородской государственной консерватории им. М. И. Глинки — Алёна Игоревна Егорова. С 2016 года художественным и главным дирижёром является лауреат международных конкурсов, выпускник ННГК им. М. И. Глинки, преподаватель Нижегородского училища им. М. А. Балакирева Максим Александрович Иванов.
В разные годы хормейстерами и концертмейстерами Хора НГЛУ являлись: Дмитрий Чадов, Галина Таламанова, Лилия Семенова, Ксения Ялынная, Максим Иванов, Алена Егорова, Нарине Саргсян, Елена Гришанова, Динара Серебренникова, Олег Чернышов, Ольга Малова.

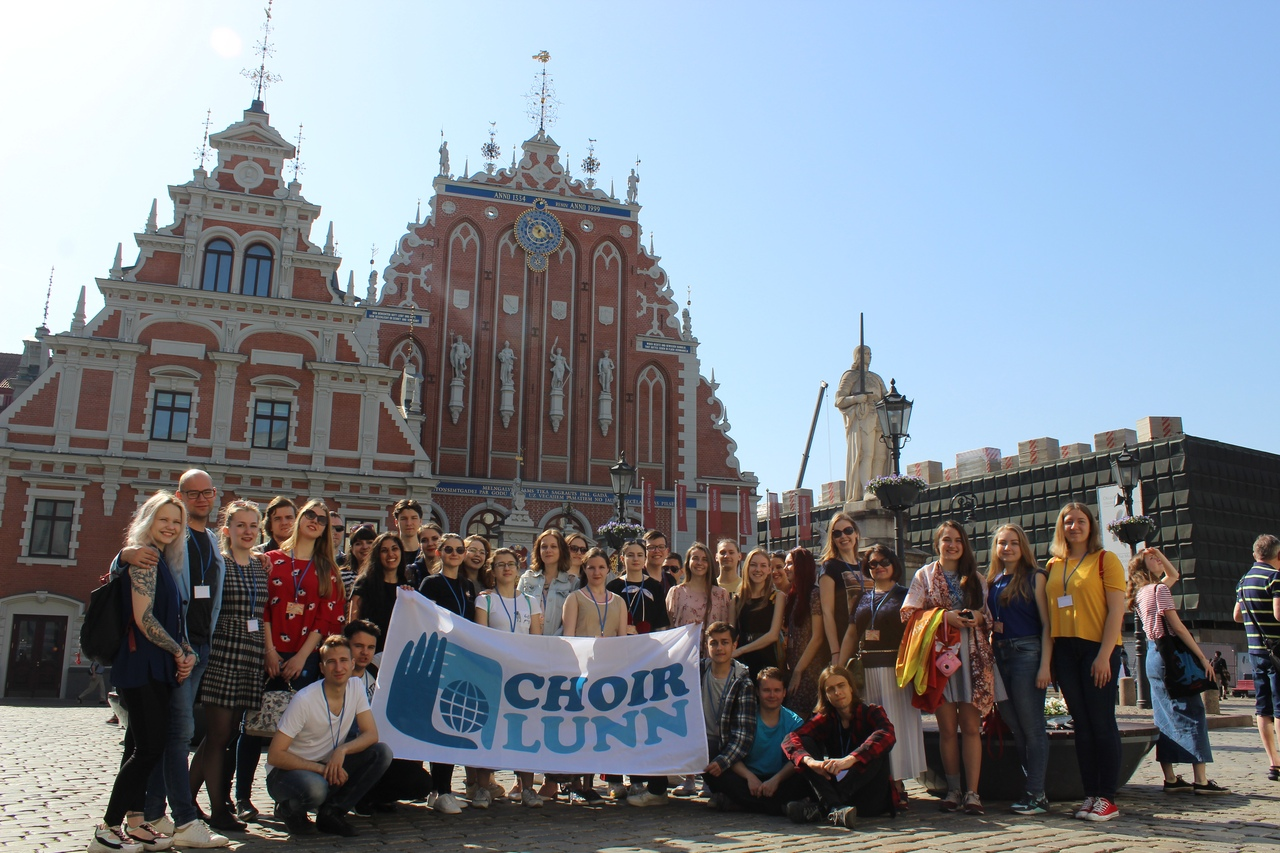
Хор НГЛУ в Риге. 2019 г.

Основу репертуара коллектива составляют песни на различных языках мира. За многие годы были исполнены произведения более чем на 50 языках, в том числе французском, английском, немецком, итальянском, латинском, японском, корейском, баскском, испанском, греческом, турецком, иврите, хинди, баллийском, украинском, польском, чешском, латвийском, грузинском, тамильском и др. Так, исполняя, например, на японском языке сочинение «Сакура» (в аранжировке Г. П. Муратова), они делают это «с восточным колоритом, изящными синкопированными перекличками и стреттной кодой, в которой, кажется, растворился нежный аромат расцветающей сакуры».
Ежегодно коллектив совершает гастрольные поездки в страны Европы и по городам России. Хор НГЛУ является лауреатом и обладателем премий Гран-При в Италии, Франции, Германии, Испании, Чехии, Австрии, Венгрии, Польше, Украине и городах России. В последние годы активно участвует в совместных творческих хоровых встречах с дружескими коллективами. Прошли гастрольные концертные программы в Риге, Минске, Праге, Санкт-Петербурге, Владимире, Ярославле, Кирове, Казани, Смоленске, Ржеве, Череповце, Семенове, Арзамасе и других городах.

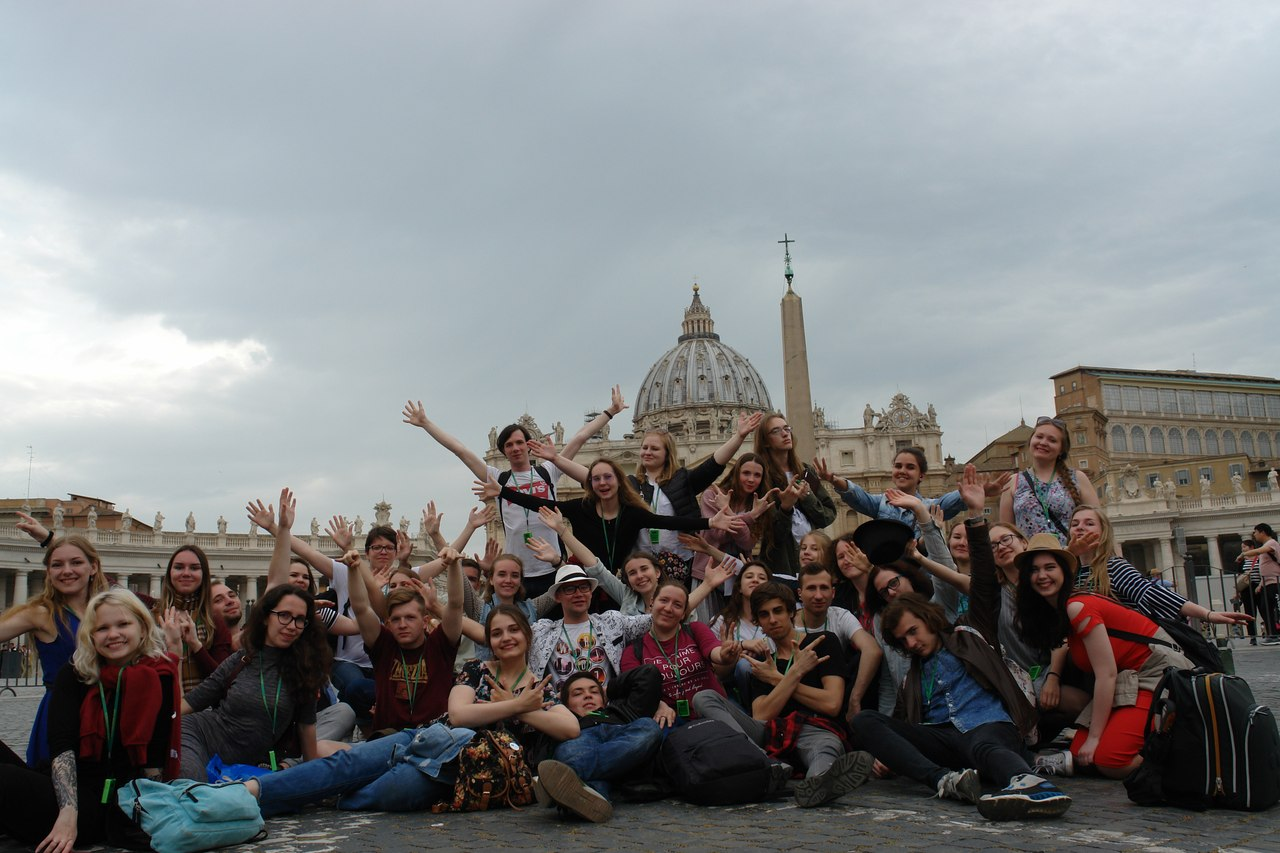
Хор НГЛУ в Риме. 2018 г.

В настоящее время в хоре поют студенты всех курсов, всех факультетов вуза. В репертуаре хоровая литература русских, зарубежных классиков, песни народов мира, оперные хоры, номера из мюзиклов, духовная музыка.
В ноябре 2018 г. Хор НГЛУ стал главным организатором Международной хоровой ассамблеи «Coro di Linguisti», объединившей в себе студенческие хоры лингвистических университетов из Нижнего Новгорода, Москвы (Студенческая хоровая капелла МГЛУ «Musica Linguae») и Минска (Студенческий хор МГЛУ «CANTUS JUVENTAE»). Главной идеей ассамблеи стало объединение на одной площадке различных этносов и культур посредством хорового пения. В марте 2021 г. проведение Международной хоровой ассамблеи Хором НГЛУ стало первым крупным хоровым событием в мире после международного локдауна, связанного с пандемией 2020−2021 г. и собрало 25 хоровых коллективов в Нижнем Новгороде из Москвы, Санкт-Петербурга, Гатчины, Балашихи, Кирова, Череповца, Ижевска, Сарова, Арзамаса.
В 2021 году Хор стал организатором Просветительской культурной программы для молодежи Приволжской провинции «Культурный регион», которая представляет собой фестиваль творчества передовой культурной молодежи Нижегородской области в населенных пунктах, удаленных от центральных городов России.
- «Хор НГЛУ — один из немногих российских студенческих коллективов, серьёзно и увлеченно занимающихся любимым делом; его отличает восторженное отношение к музыке, искренность, непосредственность её восприятия»[8].

Лев Сивухин, Народный артист РФ, профессор ННГК им. М. И. Глинки.
- «Хор НГЛУ тяготеет к лирико-романтической сфере образов, что сказывается на исполнительской манере, в которой хочется выделить глубокое проникновение в авторский замысел, гибкость и отточенность деталей, слаженность и мягкость звучания»[8].

Л. В. Шамина, профессор Российской Академии музыки им. Гнесиных.
- Хор НГЛУ «…занимает достойное место в обойме лучших хоров России, этот коллектив — настоящий носитель знаменитой Нижегородской хоровой школы и продолжатель её глубоких и всемирно зарекомендованных традиций. Именно такие хоровые коллективы сегодня творят историю современной хоровой музыки»[9]

Борис Тараканов, профессор, дирижёр, общественный деятель.
- «Это очень интересный студенческий коллектив, имеющий свое яркое и неповторимое творческое лицо. Его отличает оригинальный выбор репертуара, свежесть молодых голосов, практическое „погружение“ в хоровую культуру многих народов мира»[10]

Ольга Кузьмина, Член Союза композиторов России, доцент Тверского государственного технического университета.
Хором НГЛУ выпущено два репертуарных сборника «Поет хор НГЛУ». Автор обработок и аранжировок — профессор Нижегородской консерватории, Заслуженный деятель искусств РФ Г. П. Муратов.

## Концертная деятельность
Хор регулярно выступает в родном Нижнем Новгороде, проводит дружеские концерты с хорами со всей России и участвует в международных конкурсах и фестивалях. Также, Академический хор НГЛУ ежегодно проводит культурные мероприятия и серии концертов, связанные с укреплением дружбы и сотрудничества между хоровыми коллективами, учебными заведениями и странами. В 2017 году Хор выступил в Кировском колледже музыкального искусства им. И. В. Казенина, в 2018 году прошли гастроли во Владимире, Арзамасе, а также коллектив совершил большую рабочую поездку по странам Европы, выступив в Минском государственном лингвистическом университете (Республика Беларусь), Центре российской науки и культуры в Праге и театре «Greco» в Риме. В 2019 году совершены совместные выступления с Хором ЯрГУ «Эретрия» в Ярославле, Хором ЛЭТИ в Санкт-Петербурге, и латвийским хором «Austrums» в Золотом зале Рижского латышского общества в Латвии. В 2021 году прошли концерты в Смоленске, Ржеве, Новгородской областной филармонии им. А. С. Аренского в Великом Новгороде, Центре классической музыки во Владимире, Академии им. А. Л. Штиглица в Санкт-Петербурге. В 2020 году вместе с хорами университетов из восьми стран хор участвовал в международном проекте, исполнив студенческий гимн Gaudeamus в режиме онлайн. Наряду с певцами НГЛУ членами международного коллектива стали хоры России, Германии, Франции, Чехии, Республики Беларусь, Сербии, Малайзии и Южной Кореи. Отмечается, что «проект реализован при поддержке студенческого хора Минского государственного лингвистического университета „Cantus Juventae“ и хора KUD „Svetozar Markovic“ (Нови-Сад, Сербия)». В 2021 году в рамках программы «Ночь музеев» хор выступал на Московском вокзале и на станциях метро Нижнего Новгорода. В этом же году коллектив был удостоен чести исполнить Гимн России на Финале Кубка России по футболу в Нижнем Новгороде. Хор неоднократно исполнял и крупные кантатно-ораториальные сочинения, так в 2016 году была исполнена кантата «Курские песни» Г. Свиридова, а в 2021 году — кантата «Александр Невский» С. Прокофьева совместно с Нижегородским русским народным оркестром под управлением Бориса Схиртладзе.

## Руководители и хормейстеры

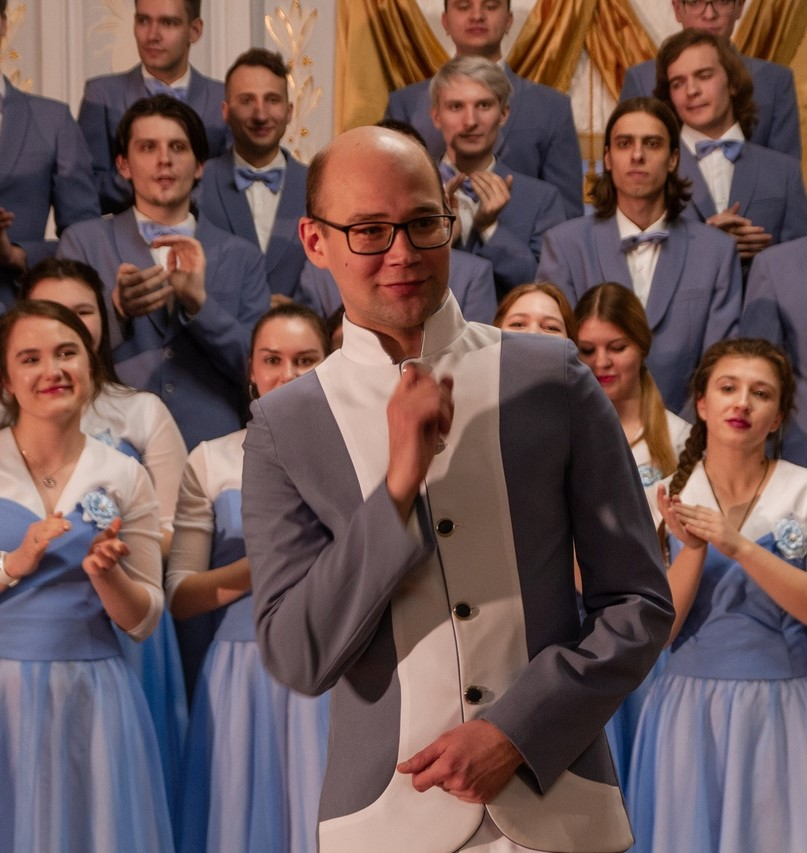
Максим Иванов

Художественный руководитель и главный дирижёрМаксим Александрович Иванов.
Лауреат международных конкурсов, преподаватель Нижегородского музыкального училища (колледжа) им. М. А. Балакирева. Окончил Нижегородскую государственную консерваторию им. М. И. Глинки (класс профессора В. А. Куржавского) и ассистентуру-стажировку (класс профессора Э. Б. Фертельмейстера). Художественный руководитель проекта «Нижегородский молодёжный хор», главный организатор и художественный руководитель Международной хоровой ассамблеи «Coro di Linguisti» (Нижний Новгород, Москва, Минск), автор и ведущий тренинга «Психофизиология музыкального исполнительства», преподаватель предметно-цикловой комиссии «Хоровое дирижирование» и «Вокальное искусство» Нижегородского музыкального училища (колледжа) им. М. А. Балакирева. Член жюри всероссийских и международных конкурсов. В разные годы являлся руководителем Ижевского муниципального камерного хора им. П. И. Чайковского, Молодёжного хора «Движение», Хора преподавателей Нижнего Новгорода, а также детских хоровых коллективов.
Хормейстеры
- Нарине Вагановна ДВОРЩЕНКО

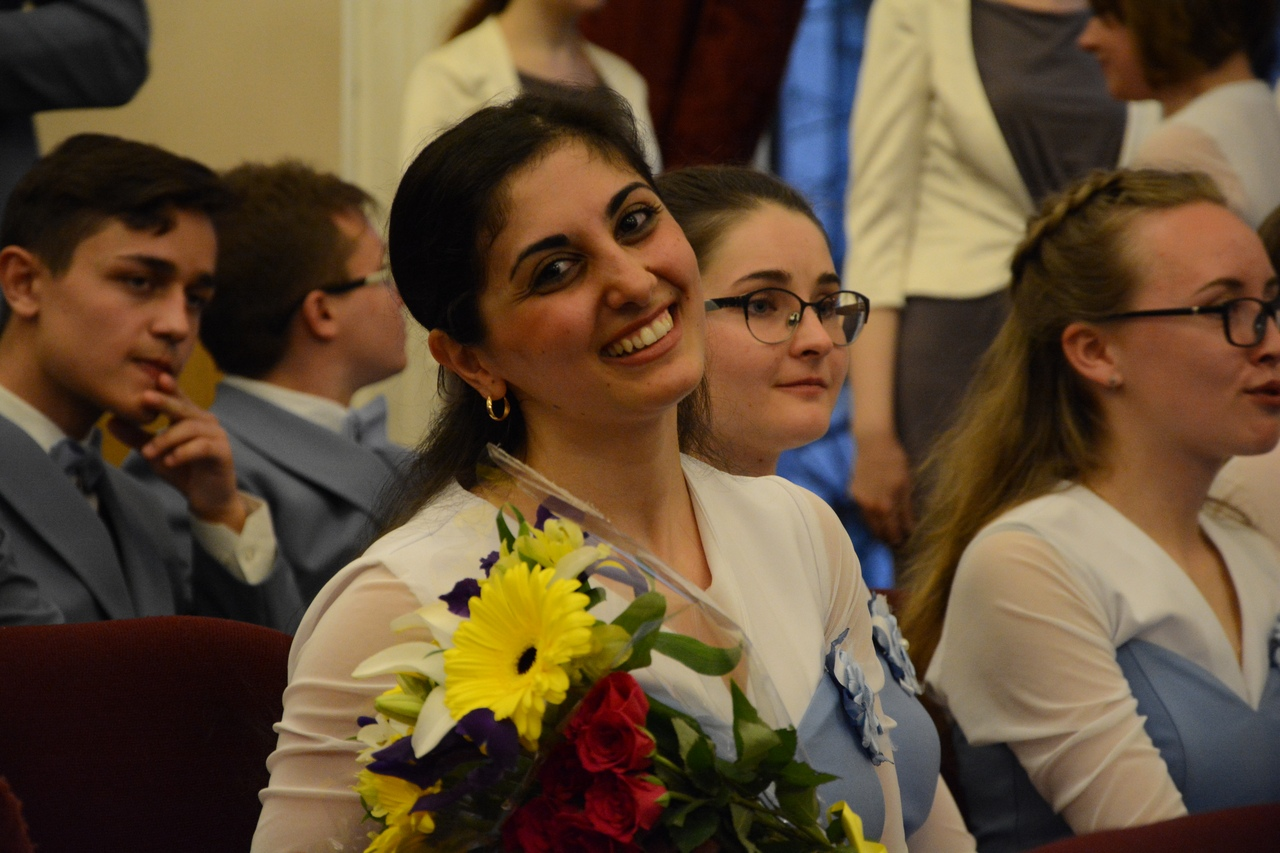
Нарине Дворщенко

Окончила Кировский колледж музыкального искусства ИМ. И. В.КАЗЕНИНА в 2009 г. (класс преподавателя Шураковой Татьяны Евгеньевны). В 2014 г. окончила ННГК им. Глинки (класс профессора Э. Б. Фертельмейстера). С 2013 г. является хормейстером хора НГЛУ.
- Алёна Игоревна БОНДИНА

Окончила с отличием Республиканский музыкальный колледж г. Ижевска в 2007 г. (класс преподавателя Санниковой М. Б.) и ННГК им. Глинки в 2012 г. (класс профессора Э. Б. Фертельмейстера). Лауреат международного конкурса (Франция,Париж). С 2010 г. является хормейстером хора НГЛУ.

## Достижения
- Народный коллектив России (2001 г.)[22]
- Участник культурной программы «Русская ярмарка» (Германия, 2004 г.)
- Лауреат Международного фестиваля «Певчие третьего тысячелетия» (Ростов-на-Дону, 2005 г.)
- Лауреат конкурса «Young Prague» (Чехия, 2007 г.)[23]
- Золотой диплом Международного фестиваля «Рива дель Гарда» (Италия, 2008 г.)[24][25]
- Гран-при «Международного фестиваля им. Ф. Шаляпина в Ялте» (2009 г.)[26]
- Лауреат конкурса-фестиваля «Дунайская радуга» (Венгрия, 2009 г.)
- Гран-при «Международного фестиваля им. Р. Шумана» (Германия, 2010 г.)
- Лауреат конкурса-фестиваля «Золотые голоса» (Испания, 2010 г.)[27]
- Гран-при Международного конкурса в Париже (Франция, 2011 г.)
- Лауреат конкурса-фестиваля «Пражские голоса» (Чехия, 2013 г.)
- Лауреат Международного хорового фестиваля в Вене (Австрия, 2014 г.)[28].
- Лауреат Международного фестиваля «Молодые голоса» (Нижний Новгород, 2016 г.)
- Лауреат «II Рождественского хорового фестиваля в Варшаве» (Польша, 2016 г.)[29].
- Лауреат Международной хоровой ассамблеи «Golden Crane» (Москва, 2017 г.)[30]
- Лауреат диплома I степени Международного конкурса-фестиваля «Viva Roma» (Италия, 2018 г.)[31]
- Золотой диплом Международной хоровой ассамблеи «Coro di Liinguisti» (Россия-Беларусь, 2018 г.)[7]
- Лауреат «II Международного хорового конкурса им. М. Г. Климова» (Казань, 2019 г.)[32]
- Гран-при IX Международного фестиваля «Tallink show» в (Латвия-Швеция, 2019 г.)[15]
- Лауреат V Всероссийского фестиваля им. Л. К. Сивухина (Нижний Новгород, 2019 г.)[33]
- Специальный приглашенный гость Второго открытого фестиваля «Хоровое братство» им. С. Г. Зуева (Череповец, 2019)[34]
- Золотой диплом и «Кубок мира» Международной хоровой ассамблеи «Coro di Linguisti» (Россия-Сербия-Беларусь, 2021 г.)[35]